# Rheocles derhami
Rheocles derhami là một loài cá thuộc họ Bedotiidae. Nó là loài đặc hữu của Madagascar. Môi trường sống tự nhiên của nó là các con sông.